# Zuidwolde (Drenthe)

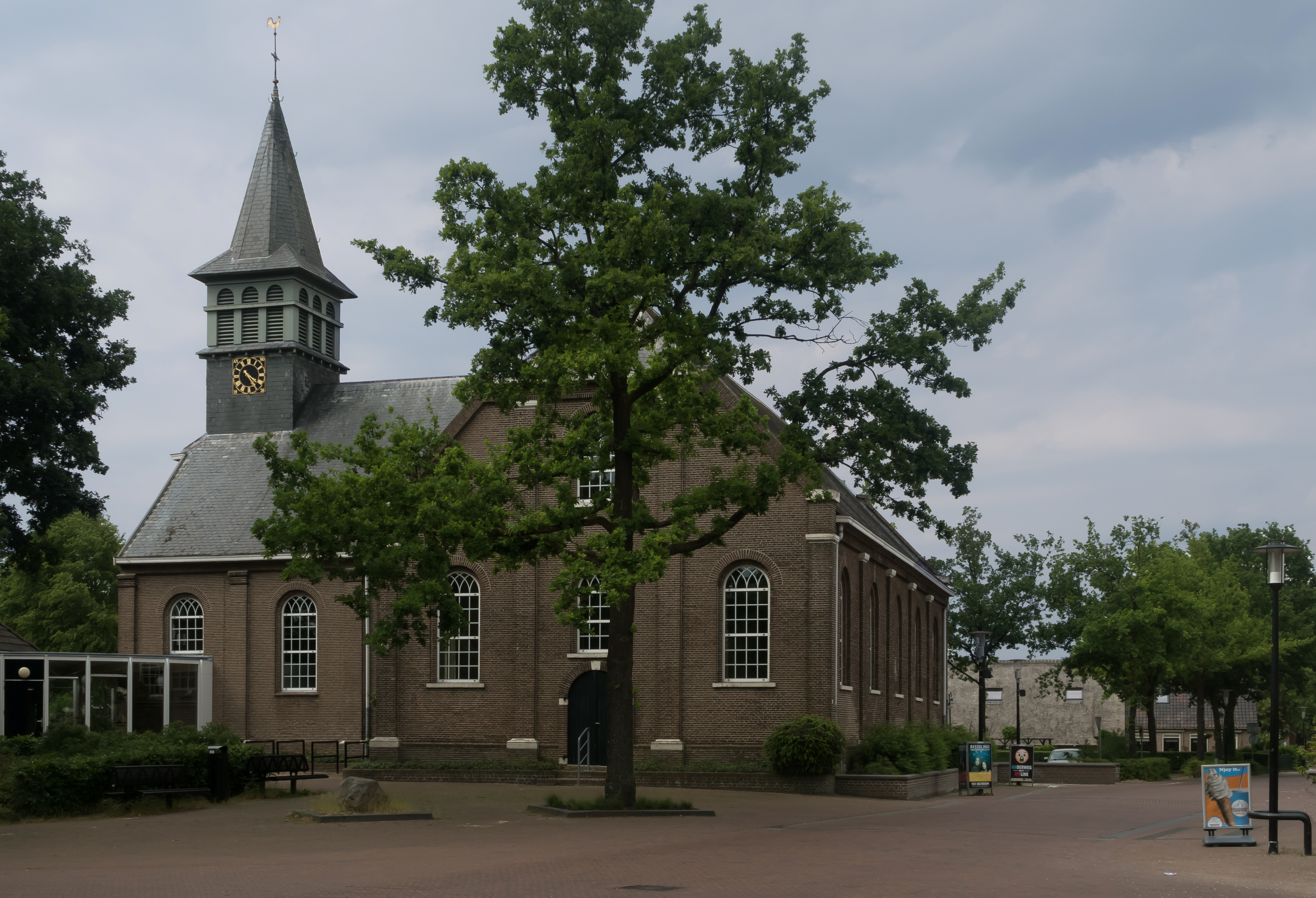
Zuidwolde, de Hervormde kerk

Zuidwolde (Drents: Zuudwolde) is het grootste dorp en de voornaamste kern in de gemeente De Wolden in het zuidwesten van de provincie Drenthe in Nederland. Het dorp telt 6.830 inwoners. Onder het dorp Zuidwolde vallen ook de volgende buurtschappen: Bazuin, Drogt, Lubbinge, Lunssloten, Middelveen, Schottershuizen, Steenbergen, De Stuw, Ten Arlo, Drogteropslagen, de Paardelanden, Schrapveen, Vuile Riete en De Tippe. Onder Zuidwolde viel vanouds ook de buurtschap Nijstad, maar deze is bij de herindelingen van 1998 onder de gemeente Hoogeveen komen te vallen.

## Geschiedenis

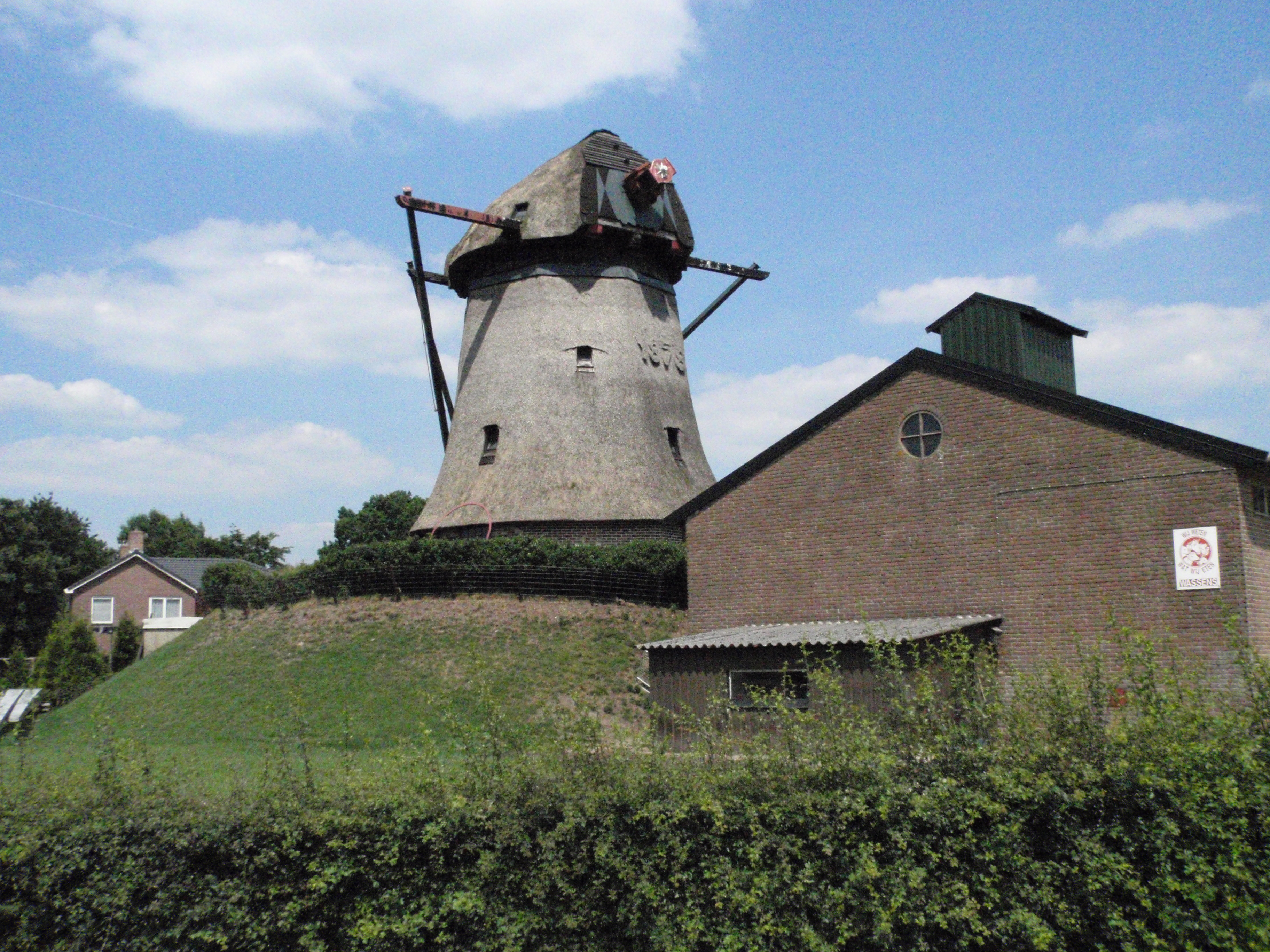
Korenmolen De Vlijt

Al voor onze jaartelling woonden er mensen in de omgeving van het huidige Zuidwolde. Zo zijn er, op en rond de Ekelenberg ten zuidoosten van Zuidwolde, sporen van bewoning uit deze periode gevonden. Waarschijnlijk leefde men toen op een smalle heuvelrug tussen Ten Arlo en de Reest. Deze heuvelrug vormde mogelijk een uitvalsweg tussen het Drents Plateau en het gebied rondom Ommen. Aan weerszijden van deze hogere zandgronden lagen uitgestrekte veenmoerassen. Het is op deze zandgronden dat in de vroege Middeleeuwen het esdorp Suthwalda ontstond. In 1275 wordt het dorp Suthwalda voor het eerst genoemd. Op zandkoppen in het omliggende veenmoerasgebied ontstonden vele kleine esgehuchten en esdorpen, zoals Drogt, Nolde, Ten Arlo, Linde, Lubbinge en Steenbergen.
Met name in Ten Arlo, tegenwoordig een beschermd dorpsgezicht, is het karakter van een Drents esgehucht goed bewaard gebleven. De meeste namen van de vele buurtschappen in de omgeving van Zuidwolde zijn afgeleid van de lokale omstandigheden.
Vuile Riete komt van 'voele riete', dichtgegroeide beek, en Pieperij is een verbastering van 'piepe in de riete' wat zoveel betekent als een duiker in een stroompje. Zuidwolde was voor deze buurtschappen het hoofddorp.
De omgeving van Zuidwolde veranderde ingrijpend door de grootschalige hoogveenontginningen die vanaf de 17e eeuw plaatsvonden op initiatief van de familie Van Echten. Hierdoor ontstonden vele nieuwe buurtschappen. Het grootste deel van het veen is echter pas na 1850 ontgonnen.
Het dorp is sindsdien aanzienlijk uitgebreid. Er was sprake van een voor een esdorp opvallend langgerekt bebouwingslint aan weerszijden van de Hoofdstraat. Dit langgerekte patroon werd in de vooroorlogse periode versterkt door een verdere uitbreiding in de richting van de buurtschappen Steenbergen en Schottershuizen. Na de oorlog vonden uitbreidingen vooral aan de oost- en westzijde van het dorp plaats, waarbij de langgerekte dorpsstructuur vrijwel geheel verloren is gegaan.
Tot 1 januari 1998 behoorde Zuidwolde tot de (destijds zelfstandige) gemeente Zuidwolde. Ook de dorpjes Fort en Veeningen maakten oorspronkelijk deel uit van deze gemeente. Op 1 januari 1998 is de gemeente Zuidwolde opgegaan in de gemeente De Wolden, samen met de gemeenten Ruinerwold, de Wijk en het grootste deel van Ruinen.

## Bezienswaardigheden
- Molen De Vlijt aan de Molenstraat 12.
- Hervormde Kerk aan de Hoofdstraat 98. De kerk dateert uit 1823, de twee klokken uit 1502.
- Gemeentehuis gemeente De Wolden aan de Raadhuisstraat 2.

### Monumenten
De plaats Zuidwolde telt 13 inschrijvingen in het rijksmonumentenregister. Zie de lijst van rijksmonumenten in Zuidwolde (Drenthe) voor een overzicht.

## Evenementen
- Nacht van Zuidwolde: Jaarlijks terugkerend evenement waarbij 's nachts live muziek op verschillende locaties binnen Zuidwolde wordt gespeeld.
- Bikkelloop: Jaarlijks terugkerend hardloopevenement.
- Volksfeest Zuidwolde Jaarlijks terugkerend dorpsevenement waarbij het de hele week evenementen te doen zijn in het dorp.
- Kar ga Door: Jaarlijks terugkerend dorpsevenement met optochten van oude tractoren, handkarren, auto's, kinderwagens en fietsen. Daarnaast optocht van paard en wagen, braderie en vele oude ambachten. Evenement met 20.000 bezoekers in 2017.
- CSI** Zuidwolde / CH De Wolden: Jaarlijks twee weken durend internationaal paardenspringconcours. Met onder andere vier rankingrubrieken meetellend voor de Longines World Ranking.

## Cultuur
Zuidwolde heeft een muziekvereniging Woudklank, een harmonie-orkest. Er is een A-orkest, een jeugd- en een opstaporkest.

### Museum

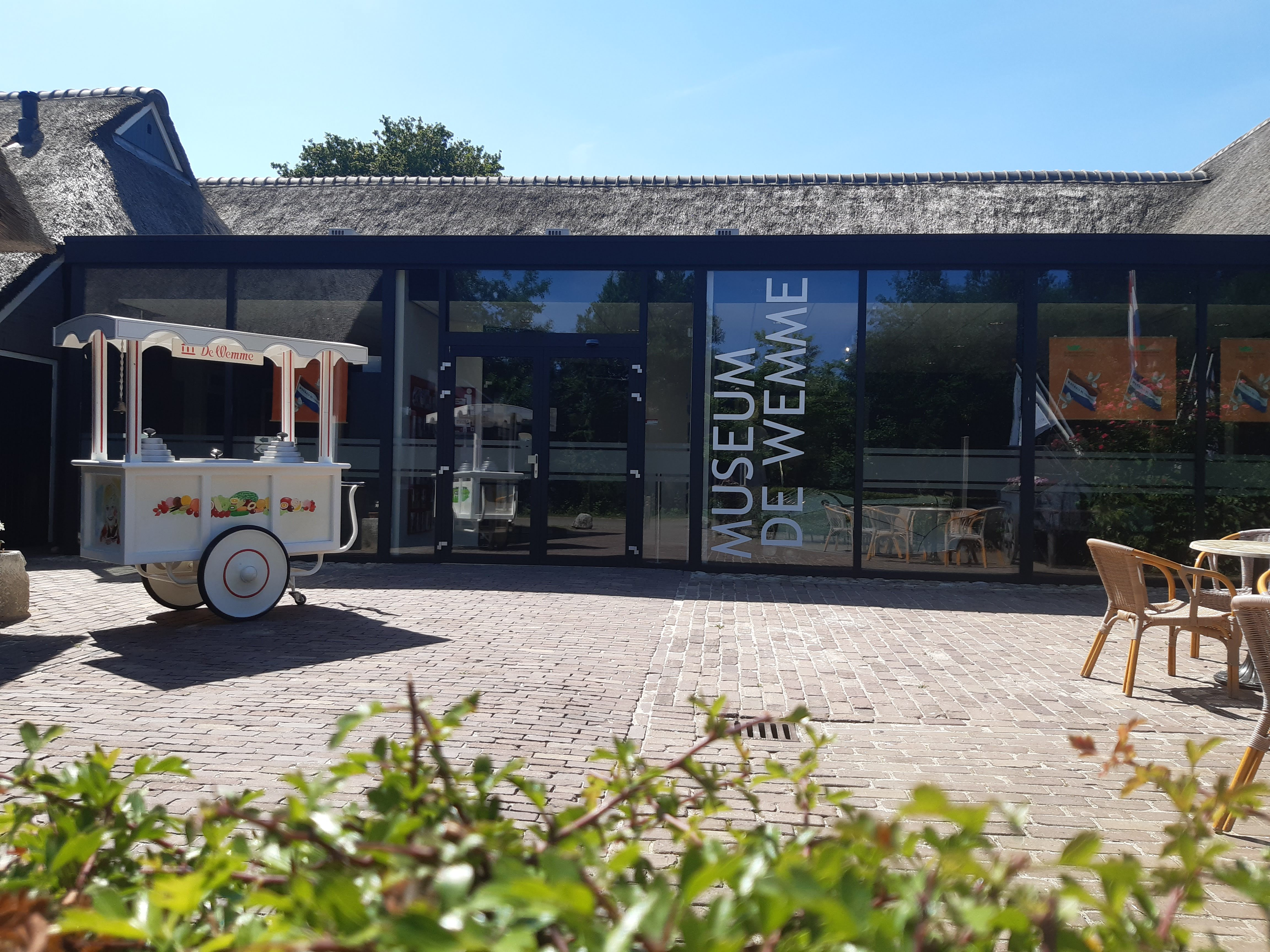
Publieksvriendelijke entree

Zuidwolde heeft een cultuurhistorisch streek- en handkarrenmuseum genaamd De Wemme. Het museum bezit een unieke verzameling handkarren. Een deel van deze verzameling wordt jaarlijks getoond. Jaarlijks wordt een nieuwe tentoonstelling ingericht met een cultuurhistorische inslag. Ook is er een beeldentuin, die jaarlijks door regionale kunstenaars wordt ingevuld. Naast het museum bevindt zich een edeltingieterij.

## Onderwijs
Het basisonderwijs in Zuidwolde is verdeeld over openbaar- en christelijk onderwijs:
- De Heidevlinder, christelijk onderwijs
- Het Groene Hart, openbaar onderwijs

In de Zuidwolde bevinden zich geen scholen voor voortgezet onderwijs. De leerlingen gaan voor voortgezet onderwijs naar scholen in Meppel, Hoogeveen of Dedemsvaart.

## Sport
Zuidwolde heeft sinds 2024 één nieuwe voetvalvereniging: FC Zuidwolde, gefuseerd uit de voetbalverenigingen: VV Zuidwolde en ZZVV en JVZ. Er wordt gebruik gemaakt van Sportpark Woltinge-slag, alwaar sinds 2014 gebruik kan worden gemaakt van kunstgras. Zuidwolde heeft daarnaast o.a. ook de volgende sportverenigingen: tennisclub Suthwalda, badmintonvereniging De Slagen, korfbalvereniging ZKC '19, gymnastiekvereniging DOS Zuidwolde, volleybalvereniging VCZ, zwemclub De Watersnip en een paardensportvereniging Landelijke Rijvereniging Ceres.
Zwemmen is mogelijk in het openluchtbad De Waterlelie, schaatsen bij ijsclub de Falieberg.

## Media

### Huis-aan-huisbladen
- De Groene Post
- De Wolder Courant

### Lokale omroep
Samen met gemeente Staphorst is er de radiozender DNO (Drenthe en Noord-Overijssel). De studio is aan de Nijverheidsweg in Zuidwolde.

## Verkeer en vervoer

### Rijkswegen
Zuidwolde ligt ten zuiden van de autosnelweg A28 op het traject Meppel-Hoogeveen en is te bereiken via afrit 25. Ten oosten van Zuidwolde bevindt zich de autoweg N48 (Hoogeveen-Ommen). In 2010 en 2011 is over de N48 een ecoduct geplaatst, het combiduct Suthwalda.

### Openbaar vervoer
Het openbaar vervoer in Zuidwolde wordt verzorgd door Qbuzz, middels de volgende lijnen:
| Lijn | Route                                                                      |
| ---- | -------------------------------------------------------------------------- |
| 31   | Hoogeveen - Ten Arlo - Zuidwolde - Balkbrug - Dedemsvaart                  |
| 34   | Meppel - de Wijk - Koekange - Veeningen - Zuidwolde - Ten Arlo - Hoogeveen |
| 134  | Zuidwolde - Veeningen - Eemten - Haalweide - de Wijk - Meppel              |
| 434  | Meppel → de Wijk → Koekange → Veeningen → Zuidwolde → Ten Arlo → Hoogeveen |

## Bekende Zuidwoldigers

### Geboren
- Albert Gruppen (1886-1955), predikant
- Lammert Huizing (1927-2013), Drenthekenner, historicus en publicist
- Jan Vayne (1966), pianist
- Johan van Dijk (1972), oud-voetballer
- Wouter Marinus (1995), voetballer

### Woonachtig (geweest)
- Marius Tonckens (1865-1957), burgemeester 1898-1934
- Foka van Loon (1901-1995), onderwijzeres en schrijfster
- Nicolaas Wessels Boer (1913-1996), burgemeester 1955-1978
- Jan Rot (1957-2022), muzikant en tekstschrijver
- Albert van der Haar (1975), oud-voetballer
- Stefanie Bouma (1982), atlete